# Bouillot Helsel

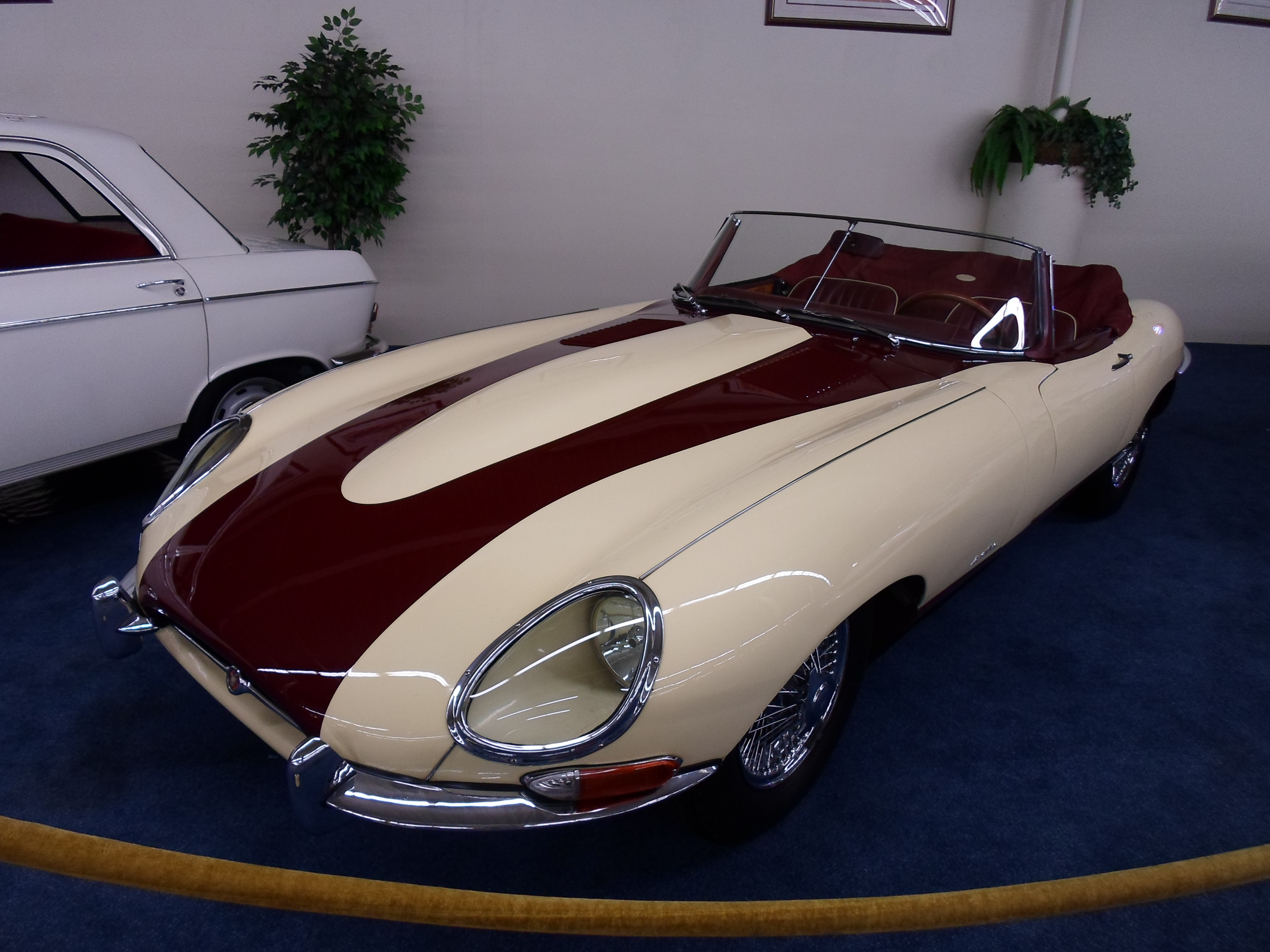
Bouillot-Helsel

Bouillot Helsel Inc war ein Hersteller von Automobilen von der Kanalinsel Guernsey.

## Unternehmensgeschichte
Das Unternehmen hatte seinen Sitz im Harbour House an der South Esplanade in Saint Peter Port. 1983 begann die Produktion von Automobilen. Der Markenname lautete Bouillot-Helsel. Ein Fahrzeug wurde 1983 auf der London Motorfair ausgestellt. Im gleichen Jahr endete die Produktion.

## Fahrzeuge
Im Angebot standen Nachbildungen klassischer Automobile. Genannt ist der Jaguar E-Type der ersten Serie. Das Fahrzeug war als zweisitziger Roadster erhältlich. Die Basis bildete ein Fahrgestell von Oldham & Crowther. Im Gegensatz zum Original war das Fahrzeug besser und moderner ausgestattet. Dies betraf sowohl ein Fünfganggetriebe als auch Ledersitze. Eine Quelle spricht von sorgfältiger Arbeit sowie üppiger und anspruchsvoller Ausstattung.
Der Neupreis lag mit 50.000 Pfund deutlich über dem Preis für einen gebrauchten Jaguar E-Type. Der Markterfolg blieb gering.
Die britische Oldtimerzeitschrift Classic and Sportscars berichtete im Februar 1984 über das Fahrzeug.
Das Auktionshaus Bonhams versteigerte am 15. August 2014 ein Fahrzeug für 80.478 Euro. Dieses Fahrzeug hat einen Sechszylindermotor mit 3781 cm³ Hubraum und 265 PS Leistung.
Außerdem stellte das Unternehmen verkleinerte Nachbildungen von Le-Mans-Rennwagen her. Genannt ist hier der Porsche 956 vom Team Rothmans von 1982.